# Santichlaus-Ylüte

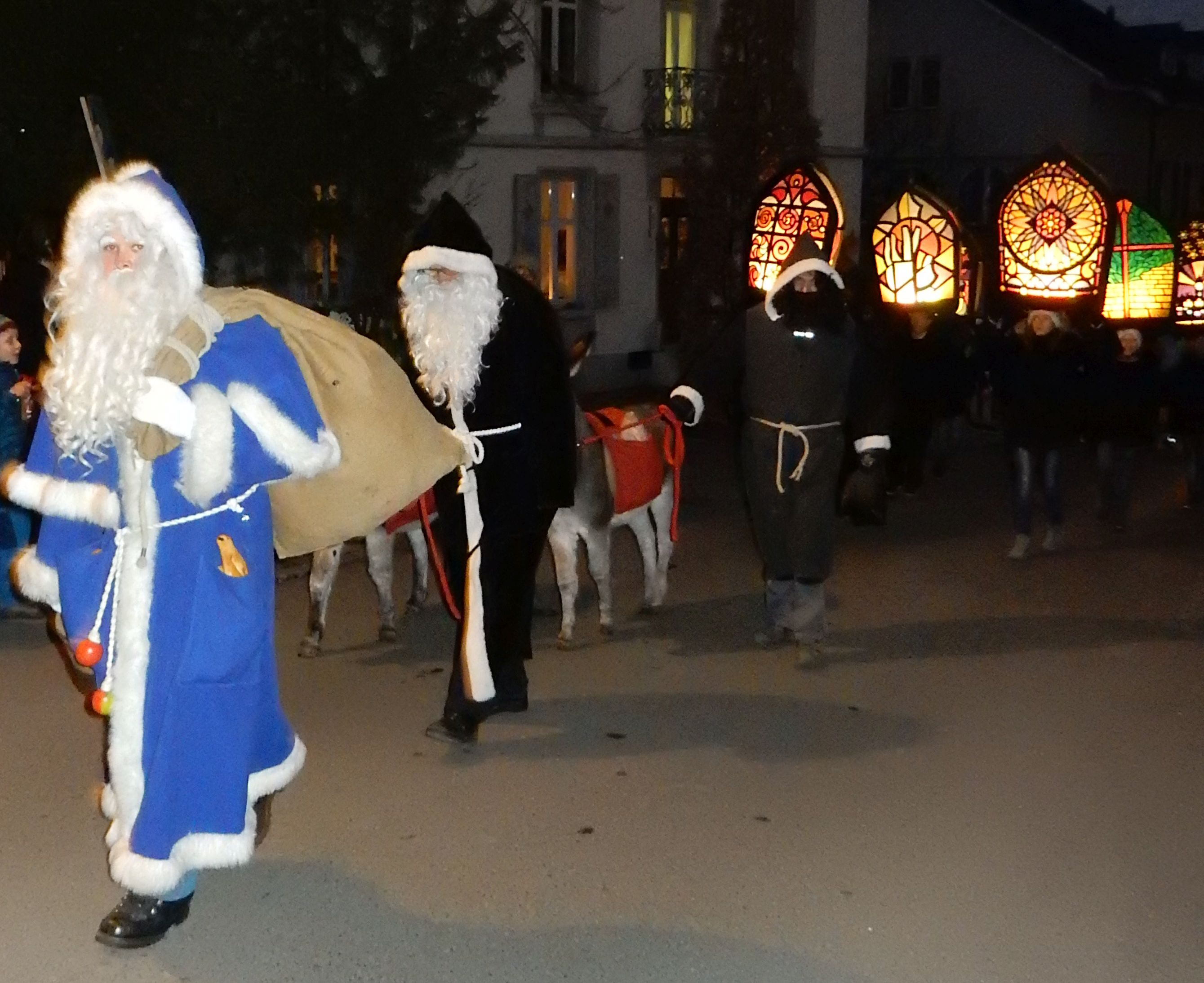
Der blaue Santichlaus mit Schmutzli und Eseln führt den Zug an.

Das Santichlaus-Ylüte ist ein lokaler Brauch in der Schweizer Stadt Liestal, der jährlich mit Hilfe einheimischer Kinder am 6. Dezember stattfindet. Nachbargemeinden wie Lausen, Frenkendorf und Waldenburg betreiben mit ihrem Chlause-Ylüte einen ähnlichen Brauch.

## Geschichte
Ursprünglich fand am 6. Dezember wohl ein reiner Lärmbrauch statt wie anderswo das Klausjagen oder Chlauschlöpfen. Burschen rotteten sich mit grossen Glocken zusammen, rannten durch das Stedtli und spielten den Anwohnern und Chläusen Streiche. Vom Gemeinderat 1928 beauftragt übernahm der Jugendfestverein die Organisation des Umzugs. Damit war auch ein Mitmachen von kleineren Kindern möglich, wobei einige den Verlust des urtümlich Schreckhaften bedauerten. Die erst 1996 eingeführten blauen Wichtel wollen auf eine neue Art an den ursprünglich wilden Brauch erinnern.
1947 dürften Santichläuse «dem Glockenruf der Kinder» gefolgt und gegen Ende des Umzugs als bescherende Gestalten aufgetreten sein. Lehrer E. Minder aus der Innerschweiz führte 1968 die neue Form des Umzugs ein. Seither stellt sich der Santichlaus von Anfang an die Spitze des Umzugs.
Die Yffeln, überdimensionierte Bischofshüte, die aussehen wie farbige Kirchenfenster und von innen beleuchtet werden, bestanden ursprünglich aus silbrigem Karton mit einfachen Motiven. Nach einem Dauerregen beim Ylüte im Jahr 2000 mussten alle Yffeln neu geschaffen werden. Es wurden stabilere Kopflaternen aus Sperrholz hergestellt und die Motive standen unter einem gemeinsamen Thema. Klassen mit ihren Lehrerinnen und Lehrern, Künstlerinnen und Künstler entwickelten Motive und stellten die Yffeln her. Im Laufe der Jahre kamen so immer wieder neue dazu. Vor kurzem wurde die Gasbeleuchtung durch LED ersetzt. 

## Ablauf

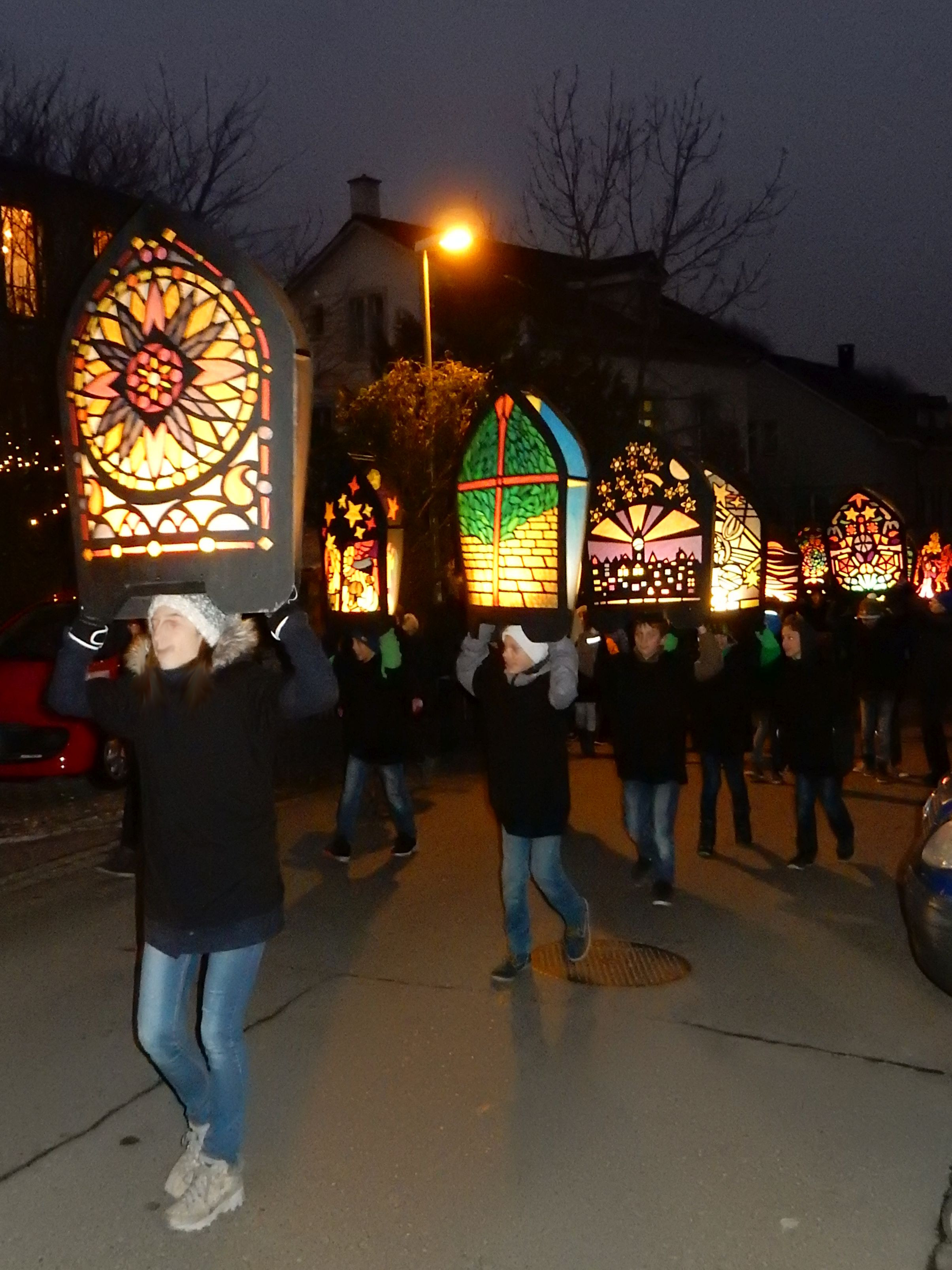
Kinder mit ihren Yffeln.

Am 6. Dezember besammeln sich beim Eindunkeln in der Liestaler Allee die Kinder mit Schellen und Glocken. Der Umzug setzt sich um 17 Uhr in Bewegung und zieht durch die Altstadt und das Obertor. Voraus marschiert ein blaugekleideter Nikolaus mit dem Schmutzli mit Kapuzenmantel und Stock. Manchmal werden die beiden von Eseln begleitet. Dahinter gehen die Kinder mit ihren Yffeln, darauf folgt die grosse Treichel. Durch den gleichmässigen Schritt und das rhythmische Ziehen des Glockenschwengels ertönt ein dumpfes tiefes Dröhnen. Ein Bogen mit drei kleineren Yffeln schliesst den Zug ab.
Im Umzug springen und wirbeln Wichtel in blauen Overalls mit Glöckchen und Schellen behängt und stecken den Umstehenden kleine Lebkuchen zu. Der Umzug endet traditionsgemäss bei der Stadtkirche, wo Santichlaus und Schmutzli den Kindern einen Grättimaa verteilen.